# تشارلز فيشر (سياسي)
تشارلز فيشر (بالإنجليزية: Charles Fisher)‏ هو سياسي أمريكي، ولد في 20 أكتوبر 1789 في الولايات المتحدة، وتوفي بنفس المكان في 7 مايو 1849. حزبياً، نشط في الحزب الديمقراطي. انتخب عضو مجلس ولاية كارولاينا الشمالية وانتخب عضو مجلس النواب الأمريكي.